# Jaque a la dama
Jaque a la dama es una película dramática española, dirigida por Francisco Rodríguez y protagonizada por Concha Velasco, Pedro Díez del Corral y Ana Belén.

## Argumento
Tras el suicidio de Paula, su mejor amiga, Ana recuerda el afecto y la sinceridad que las unió. Fue una relación muy especial. Dos mujeres de clase media-alta e intelectual que se conocen, hablan de sus frustraciones cotidianas y que, tras un conocimiento trivial, llegan a un cierto acercamiento que podía haber llegado a ser algo más que una amistad.

## Reparto (selección)
- Concha Velasco como Ana.
- Ana Belén como Paula.
- Pedro Díez como Alberto.
- Heinrich Starhemberg como	Antonio.
- Ofelia Angélica como Berta.
- Juanjo Seoane como	Nacho.